# The Animal Five (musikalbum)
The Animal Five är ett musikalbum med den svenska rockgruppen The Animal Five, utgivet 2006 på Universal Records.
Orgeln på Spareparts spelas av Papa Joe aka Johan Holmström som 2015 blev känd för sin låt "Snoppen och Snippan" och som även gjorde musiken till Candy Crush Saga

## Låtlista
1. "Spareparts"
2. "Sharks"
3. "Sonic Sea"
4. "Pixie Dust"
5. "I Love Myself For Hating You"
6. "Live Fast Die Old"